# キャリオン・クロウラー
キャリオン・クロウラー(Carrion crawler)は、テーブルトークRPG『ダンジョンズ&ドラゴンズ』(D&D)に登場する架空の生物である。

第4版『モンスターマニュアル』（2009）では“腐肉を求めて這いずるもの”ほどの意味と紹介されている。クラシック・ダンジョンズ&ドラゴンズのベーシックセットにある『ダンジョンズ&ドラゴンズ ダンジョンマスタールールブック』では、“地這い巨大虫”という和名がつけられている。

## 掲載の経緯
キャリオン・クロウラーはゲイリー・ガイギャックスが購入したプラスチック人形から着想を得たキャラクターである。
キャリオン・クロウラーは1974年のオリジナル・ダンジョンズ&ドラゴンズから、2014年の第5版まで常に登場している。

### D&D オリジナル版(1974-1976)
キャリオン・クロウラーはD&D最初のサプリメント『グレイホーク』に登場した。そこでは「接触すると麻痺するイモムシに似た腐肉漁り」という現在まで継続されているキャラクターが設定されている。
公式ゲームアクセサリーであるAC13"Wondrous Inventions"（未訳）には、キャリオン・クロウラーが牽引する"Unger's Dungeon cleaner"というアイテムが収録されている。

### AD&D 第1版(1977-1988)
『モンスターマニュアル』(1977)に登場。地中の場所に棲む腐肉漁りの多足動物と紹介されている。
1977年に出た『ダンジョンズ＆ドラゴンズ ベーシックセット』第2版から、99年の『Classic Dungeons & Dragons Adventure Game Set』まで、いわゆるクラシックD&Dと呼ばれる一群にもキャリオン・クロウラーは欠かさず登場している。

### AD&D 第2版(1989-1999)
AD&D 第2版でキャリオン・クロウラーは『Monstrous Compendium VolumeⅠ』(1989、邦題『モンスター・コンベンディウムⅠ』)に登場し、『Monstrous Manual』(1993、未訳)に再掲載された。『ドラゴン』267号(2000年1月)にはキャリオン・クロウラーの生態についての記事が寄稿された。また、『ダンジョン』79号(2000年5月)では水棲のキャリオン・クロウラーが紹介された。

### D&D 第3版(2000-2002)、D&D 第3.5版(2003-2007)
D&D第3版では『モンスターマニュアル』(2000)に登場し、3.5版でも改訂版『モンスターマニュアル』(2005)に登場した。

### D&D 第4版(2008-)
D&D第4版では『モンスター・マニュアル』(2008)に登場している。この版では通常の個体に加えて“でかぶつキャリオン・クロウラー／Enormous Carrion Crawler”が紹介された。
また、エッセンシャルズのモンスター集、『Monster Vault』(2010、未訳)ではキャリオン・クロウラー、でかぶつキャリオン・クロウラーに加えて、“キャリオン・クロウラーの腐敗させるもの／Carrion Crawler Putrefier”が登場している。

### D&D 第5版(2014-)
D&D第5版では、『モンスター・マニュアル』(2014)に登場している。

## 肉体的特徴
キャリオン・クロウラーは体長10フィート(約3m)、体重500ポンド(約230Kg)のイモムシみたいな怪物である。爪が生えた無数の足で地面、壁、天井をすばやく移動できる。頭部には大きく開く丈夫な顎と、鋭い歯が並ぶ口があり、その下には8本のクネクネとのたうつ触手がある。触手の長さは2フィート(約60cm)ほどで、獲物を麻痺させる粘液を分泌する。また、甲虫のように固い皮で覆われているが、腹部にはない。腐肉を常に漁っているので、この怪物からは吐き気を催す不快な臭気が満ちている。

## 生態
キャリオン・クロウラーはある狂った魔術師による実験の産物かとされる屍肉を漁る迷宮の掃除屋だが、生きている者も見境なく襲う。
善悪の判断をするほどの知性もなく、属性は“真なる中立”である。
この怪物は麻痺をもたらす触手で相手を動けなくしてから捕食をしようとする。クラシックD&Dでは、麻痺に冒されたプレイヤーキャラクターは3ターン以内にセーヴィング・スローに成功しないとこの怪物に食べられてしまう。
キャリオン・クロウラーは捕食と繁殖という原始的な本能で活動している。一年に一度ほど交尾をしたら、手頃な死体に卵を産みつける。一度の産卵で百から数百の幼体が誕生するが、誕生した途端に幼体同士で共食いが発生する。親である成体もまた幼体を好んで捕食する。運のよい貪欲な少数の個体が一年ほどで成育し、また交尾に入る。
キャリオン・クロウラーは迷宮の掃除役として、迷宮の住人たちは利用すらしている。ゴブリンやトロールは腐肉を定まった場所に置くことでキャリオン・クロウラーを制御する。より大型の生物や、魔法によって生まれた異形の生物はキャリオン・クロウラーを乗騎や番犬代わりに使うことすらある。

## コンピュータゲームでのキャリオン・クロウラー
スターフィッシュが発売した『ウィザードリィ エンパイア』シリーズや後継作といえる『エルミナージュ』シリーズでも敵モンスターとしてキャリオン・クロウラーが登場する。

## 認可
キャリオン・クロウラーはウィザーズ・オブ・ザ・コースト社が提唱するオープンゲームライセンスの“製品の独自性(Product Identity)”によって保護されており、オープンソースとして使用できない。